# DM-11地雷
DM-11地雷是德国反坦克地雷，流行于非洲国家。不適合拆除。外觀非常類似法國M 51 MACI反坦克地雷。